# Арчеда (станция)
Арчеда́ — железнодорожная станция Волгоградского региона Приволжской железной дороги, расположена в городе Фролово Волгоградской области, Россия.
Наименование получила по реке Арчеда, на которой расположен город.
Вокзал на станции, где  выступал председатель ВЦИК Михаил Иванович Калинин, является памятником истории регионального значения.

## История
Станция второго класса появилась рядом с хутором Лыжинским (и в двух километрах от хутора Фролова) в связи со строительством в 1868—1871 годах Грязе-Царицынской железной дороги на территории Области Войска Донского. Изначально станция носила название Михайло-Чертково в честь наказного атамана Войска Донского 1874—1881 годов генерал-лейтенанта Михаила Ивановича Черткова. На станции был вокзал, водокачка и большое паровозное депо. В 1875 году получила новое название по близлежащей речке Арчеде (или Арчада).
В конце XIX — начале XX века на станции ежегодно грузилось до 1,5 млн пудов (24,6 тыс. тонн) грузов, из которых около 1,38 млн пудов (22,7 тыс. тонн) в 1896 году составляло зерно, а также 4337 голов рогатого скота.
На вокзале был буфет с холодными закусками; зал для 1 и 2 классов; дамская уборная. В здании вокзала 15 января 1920 года выступал председатель президиума ВЦИК СССР Михаил Иванович Калинин.
Во время Гражданской войны станция имела важное стратегическое значение — она соединяла юг страны с центром. Это предопределило жестокие бои за станцию. Здесь происходили допросы и расстрелы. О значении станции в Гражданской войне напоминает мемориальная доска на здании вокзала: 

Здесь в 1918 году расстреляны 12 красногвардейцев железнодорожников.

В годы Великой Отечественной войны станция имела важное стратегическое значение. Рабочие станции в условиях постоянных налётов вражеской авиации обеспечивали бесперебойную поставку товаров для нужд армии, о чём свидетельствует и мемориальная доска, установленная на здании вокзала:

В дни сражений за Сталинград 1942—1943 гг. коллектив рабочих и служащих Арчединского отделения железной дороги, в условиях массированных налётов вражеской авиации успешно доставлял военные грузы фронту.

В октябре 1942 года по итогам Всесоюзного социалистического соревнования арчединские железнодорожники стали победителями и получили переходящее Красное знамя Народного комиссариата путей сообщения и денежную премию.
Ранее на станции находилось локомотивное депо. С ноября 2004 депо имеет статус подменного пункта ТЧ-4.
Ранее существовало Арчединское отделение с центром по станции Арчеда.
Переход через железнодорожные пути осуществляется через надземный переход.

## Экономическое значение
Через станцию в основном проходят следующие грузы: нефтепродукты, зерно.

## Сообщение по станции
| Пригородное | Пригородное         | Пригородное | Пригородное         |
| № поезда    | Маршрут движения    | № поезда    | Маршрут движения    |
| ----------- | ------------------- | ----------- | ------------------- |
| 6491        | Волгоград — Арчеда  | 6492        | Арчеда — Волгоград  |
| 6517        | Арчеда — Урюпино    | 6518        | Урюпино — Арчеда    |
| 6805/6817   | Волгоград — Урюпино | 6818/6810   | Урюпино — Волгоград |

* Пригородный поезд Арчеда — Филоново является техническим.

### Дальнее
По графику 2024/2027 годов через станцию курсируют следующие поезда дальнего следования:
| Круглогодичное обращение поездов | Круглогодичное обращение поездов | Круглогодичное обращение поездов | Круглогодичное обращение поездов |
| № поезда                         | Маршрут движения                 | № поезда                         | Маршрут движения                 |
| -------------------------------- | -------------------------------- | -------------------------------- | -------------------------------- |
| 1 «Волгоград»                    | Волгоград — Москва               | 2 «Волгоград»                    | Москва — Волгоград               |
| 15                               | Волгоград — Москва               | 16                               | Москва — Волгоград               |
| 89                               | Волгоград — Санкт-Петербург      | 90                               | Санкт-Петербург — Волгоград      |

| Сезонное обращение поездов | Сезонное обращение поездов | Сезонное обращение поездов | Сезонное обращение поездов |
| № поезда                   | Маршрут движения           | № поезда                   | Маршрут движения           |
| -------------------------- | -------------------------- | -------------------------- | -------------------------- |
| 497                        | Адлер — Ижевск             | 498                        | Ижевск — Адлер             |
| 531                        | Адлер — Киров              | 532                        | Киров — Адлер              |